# When The Dead Come Knocking
«Cuando los muertos llaman a la puerta» —título original en inglés: «When The Dead Come Knocking»— es el séptimo episodio de la tercera temporada de la serie de terror y apocalíptica The Walking Dead. Se transmitió en AMC en los Estados Unidos el 25 de noviembre de 2012. En España, el episodio se transmitió el 26 de noviembre, mientras que en Latinoamérica el episodio se emitió el 27 de noviembre del mismo año respectivamente por FOX International. El episodio está dirigido por Dan Sackheim y el guion estuvo a cargo de Frank Renzulli.
Este episodio sucede después de que Merle capturara a Glenn y Maggie haciendo que el Gobernador los obligue a que les revelen la ubicación de su campamento; Michonne llega a la prisión convirtiéndose en aliada de Rick, y guía a su grupo para rescatar a sus amigos cautivos. Milton inicia un "experimento" para saber si cuando muere una persona, el ahora caminante retiene algún conocimiento sobre quién era, en el cual requerirá la ayuda de Andrea.

## Argumento
En la prisión, Rick (Andrew Lincoln) y Carl (Chandler Riggs) observan a Michonne (Danai Gurira), que permanece en la cerca de la prisión con la fórmula infantil y otros suministros recolectados por Glenn (Steven Yeun) y Maggie (Lauren Cohan), las entrañas del caminante que cubre para que no se detecte por los caminantes que deambulan fuera de la prisión. Mientras debaten, notan que los caminantes comienzan a abrumar hacia Michonne, y debido a que Merle le disparó en la pierna antes, ella se desmaya mientras intenta defenderse. Rick y Carl eliminan rápidamente a los caminantes y la llevan adentro, encerrándola en una celda cerca de su celda y confiscando su katana, Michonne se niega a hablar cuando le hacen preguntas, cuando ven los suministros que ella trajo, saben que ella sabe que había una recién nacida en la prisión; Rick y Daryl (Norman Reedus) la amenazan. Ella explica que escuchó a Maggie y Glenn antes de que el hombre que la había disparado la llevara a Woodbury, aunque no revela los nombres de Merle o Andrea mientras describía la ciudad. Rick determina que deben rescatar a Glenn y a Maggie y Michonne le ofrece que puede ayudarlos a llegar a la ciudad. Hershel (Scott Wilson) y Carl aún más en el bloque de celdas y les sorprende a Carol (Melissa McBride), que está viva, descansado, y de nuevo en sus pies, mientras que algunas palabras se hablan, Carol se da cuenta rápidamente de que Lori murió durante el parto. Posteriormente, el grupo finalmente comparte el dolor de la muerte de Lori. Todos empiezan a llorar una vez más. Michonne observa todo lo que sucede a su alrededor. Rick pide voluntarios, y mientras muchos ofrecen, Rick decide limitar el grupo para él, Daryl, Michonne y Oscar (Vincent Ward). Mientras se arman del suministro de la prisión y se preparan para irse, Rick le agradece a Daryl por hacerse cargo del grupo mientras luchaba con la pérdida de su esposa Lori y acepta el nombre de Carl para la recién nacida, Judith, tomado de una profesora de su escuela.
En Woodbury, Merle (Michael Rooker) le recuerda a Glenn cuando lo dejaron morir en Atlanta. Merle primero amenaza con dañar a Maggie para obligarlo a hablar y luego recurre a la violencia. Glenn se queda callado, aunque afirma que un gran grupo endurecido por la batalla vendrá a rescatarlo. Cuando se le presiona para buscar nombres, Glenn repite varios, incluido el nombre de Andrea, sin saber que Andrea está a salvo dentro de Woodbury. Merle se da cuenta de que Glenn está mintiendo y encierra a un caminante en la habitación con Glenn mientras todavía está atado a una silla. Glenn logra defenderse y matar al caminante mientras se libera de sus restricciones, por separado, El Gobernador (David Morrissey) interroga a Maggie y cuando ella se niega a hablar, le hace quitarse la camisa y el sujetador, amenazándola con violarla. Maggie permanece en silencio y se niega a cooperar, incluso cuando El Gobernador la amenaza con dañar a Glenn, lo que le obliga a dejarla en paz. El Gobernador los reúne a los dos y amenaza con matar a Glenn frente a Maggie. Maggie finalmente cede, revelando que provienen de un pequeño grupo en la prisión cercana. Dejando a los dos solos, El Gobernador y Merle se sorprenden de que un grupo tan pequeño pueda llevar una prisión tan profunda en una peligrosa zona roja. El Gobernador se pone nervioso porque todavía le mienten y comienza a cuestionar la lealtad de Merle hacia él, aunque afirma que todavía es leal a Woodbury. El Gobernador le asigna a Merle y Martínez (José Pablo Cantillo) que exploren la prisión para verificar la información de Maggie.
En otra parte de Woodbury, Andrea (Laurie Holden) continúa su aventura con El Gobernador y para evitar informarle sobre la captura de Maggie y Glenn, él la asigna para ayudar con la investigación de Milton (Dallas Roberts) sobre los caminantes, Milton está observando a un voluntario, Michael Coleman (Peter Kulas), que está muriendo lentamente de cáncer, para saber cuánta retención de memoria mantienen los caminantes. Coleman finalmente muere y reanima mientras está asegurado a una cama. Milton cree que liberar a Coleman ayudaría a Coleman a proporcionar mejores respuestas para su estudio. Andrea mata rápidamente al reanimado Coleman antes de que pueda hacerle daño. Milton se da cuenta de que sus teorías están equivocadas, y Andrea lo saca de la habitación.
Rick, Daryl, Michonne y Oscar conducen alrededor de una milla de la ciudad, planeando ir a pie el resto del camino. Mientras viajan, son atrapados en una manada de caminantes y obligados a refugiarse en una pequeña cabaña. La cabaña está ocupada por un ermitaño (Alex Van) que entra en pánico y trata de mantenerlos a punta de pistola mientras les grita, atrayendo a los caminantes. Michonne lo mata, y empujan su cuerpo por la parte delantera de la cabina para atraer a los caminantes mientras escapan por la espalda. Con Woodbury a la vista, el grupo se refugia cerca de un tren de carga para evaluar la situación, mientras que al otro lado de las murallas de Woodbury, Andrea se acerca al Gobernador, explicando cómo fue la prueba de Milton y el Gobernador la abraza para explicar que todo estará bien.

## Producción
Sarah Wayne Callies es acreditada en este episodio, a pesar de que su personaje fallece episodios atrás.

## Recepción

### Respuesta crítica
Zack Handlen, escribiendo para  The A.V. Club , calificó el episodio como A & menos; en una escala de A a F; citando la gran cantidad de acontecimientos dentro del episodio y declarando la mayoría de ellos como emocionantes. Eric Goldman en IGN le dio al episodio un 8.9 de 10, elogiando la falta de música del director por las escenas que muestran el desarrollo del personaje de Michonne y Carl.

## Audiencia
Tras su emisión inicial el 25 de noviembre de 2012, "When the Dead Come Knocking" fue visto por un estimado de 10.42 millones de espectadores, que refleja un aumento en la audiencia del episodio anterior que tuvo 9.21 millones de espectadores.